# حلبة شارع الرياض
حلبة شارع الرياض (بالإنجليزية: Riyadh Street Circuit)‏ وتسمى أيضًا حلبة شارع الدرعية، هي حلقة شارع تقع في عاصمة المملكة العربية السعودية، وتستخدم الدرعية إي بريكس لبطولة فورمولا إي. أقام السباق الأول في 15 ديسمبر 2018، باعتباره السباق الافتتاحي لبطولة فورمولا إي 2018.

## التاريخ
في مايو 2018، وقبل إصدار 2018 من برلين إي بريكس، تم الإعلان عن توقيع حيازات فورمولا إي على صفقة مع الحكومة السعودية، لسباق يقام في ضواحي العاصمة السعودية الرياض، في حي الدرعية. لمدة 10 سنوات. تم الكشف عن التصميم لأول مرة في 25 أيلول (سبتمبر) 2018 في محافظة الدرعية، حيث طالب التصميم بمسار طوله 2847 كيلومتراً.

## الوصف
يتكون المسار من 21 دورة ويبلغ طوله حوالي 2495 كم.
تقع الدائرة في وسط مدينة الدرعية، بالقرب من مكتب إدارة الدرعية المحلي. يقع خط البداية في شارع الأمير سطام بن عبد العزيز، وبعد المنعطف الأول، يتخطى الدوار حيث يقع العلم الطويل، وبعد مغادرة الدوار، تستمر الدائرة في شارع المديد حتى الدور 14.
بعد اجتياز دوار آخر، يستمر الطريق في طريق الملك فيصل، بعد السابعة عشرة، وتتبع الدائرة مع يمين طويل شارع الإمام عبد العزيز بن محمد بن سعود، الذي انقطع بواسطة شيكان، بعد ال 21، الطريق ينضم إلى خط البدء، مدخل التحول هو بعد ال 20 بينما يخرج من الانعطاف في الدور 2.

## تخطيط المسار
تم اختصار تخطيط المسار النهائي إلى 2495 كم، ويتميز بقطاع ثانٍ مميز، مع زواياه الضيقة التي تعد فريدة من نوعها للمسار في بطولة الفورمولا إي.

## الفائزون
| الدورة | الدورة | الفائز                                               | المرتبة الثانية        | المرتبة الثالثة                          | أسرع انطلاق                                          | أسرع لفة             |
| ------ | ------ | ---------------------------------------------------- | ---------------------- | ---------------------------------------- | ---------------------------------------------------- | -------------------- |
| 2018   | 2018   | البرتغال أنطونيو فيليكس دا كوستا بي ام دبليو اندريتي | فرنسا جان إريك فيرجن · | بلجيكا جيروم دي أمبروسيو ماهيندرا راسينغ | البرتغال أنطونيو فيليكس دا كوستا بي ام دبليو اندريتي | فرنسا أندريه لوتيرير |